# Řazení
Řazení nebo třídění je v matematice a informatice proces vytvoření určitého pořadí (seřazení) různých objektů podle nějaké veličiny (číselná hodnota, pořadí v abecedě). Řazení je závislé na zvolených kritériích. Například abecední řazení závisí na národních zvyklostech a standardech (pořadí písmen v abecedě, ohled na velká či malá písmena). Volba kritérií závisí také na úhlu pohledu nebo na zvyklostech v daném oboru (knihovnictví).
V informatice se původně používal téměř výlučně termín třídění, který vychází z překladu anglického termínu sort. Tento termín zřejmě někteří vnímají jako jazykově nepřesný např. Pavel Satrapa při psaní o funkci sort píše o "uspořádání". V současnosti se často používá termín řazení.

## Algoritmus
V informatice rozumíme řazením nějaký řadicí algoritmus, který srovná prvky podle daného pořadí, například:
- řazení vkládáním, velmi jednoduchý algoritmus vhodný pro výuku nebo pro malé soubory dat;
- bublinkové řazení, velmi jednoduchý algoritmus vhodný pro výuku nebo pro malé soubory dat;
- rychlé řazení, při běžných vstupních datech nejrychlejší algoritmus, je velmi pomalý v nepříznivém případě, nevhodný pro aplikace v reálném čase;
- řazení haldou, v průměru pomalejší než algoritmus rychlého řazení, avšak nemá nepříznivý případ, je vhodný pro aplikace v reálném čase;
- řazení slučováním, velmi rychlý algoritmus, vyžaduje dodatečnou paměť, je stabilní (nemění pořadí prvků stejné váhy);
- counting sort, rychlý algoritmus vhodný pro řazení velkého pole prvků nabývajících jen malého počtu různých diskrétních hodnot.